# Sotoportego

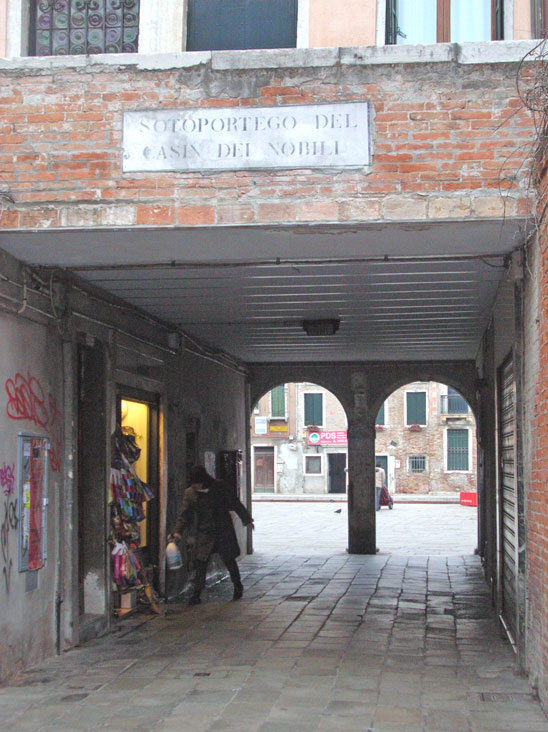
Tipico sotopòrtego veneziano

Il sotopòrtego (letteralmente, "sotto portico") è uno degli elementi più caratteristici dell'urbanistica della città di Venezia.

## Descrizione
Si tratta di un passaggio di collegamento tra calli o altre strade ricavato direttamente nel corpo di un edificio, tipicamente eliminandone una porzione di altezza pari a tutto il piano terreno. Molto spesso il sotopòrtego costituisce l'unico accesso a una corte o a un campiello.
In molti sotopòrteghi sono presenti spesso piccole edicole, contenenti immagini sacre dedicate ai Santi o alla Madonna e non sono infrequenti nemmeno piccoli bassorilievi, quasi sempre di carattere sacro, realizzati in pietra d'Istria o in marmo bianco.
Esistono tre tipologie fondamentali di sotopòrteghi:
- il sotopòrtego che collega una calle o una corte con un'altra calle, con un campo o con una fondamenta;
- il sotopòrtego che sfocia direttamente sopra un rio, spesso in concomitanza con una riva o con un approdo per imbarcazioni;Sotopòrtego che sfocia su un rio

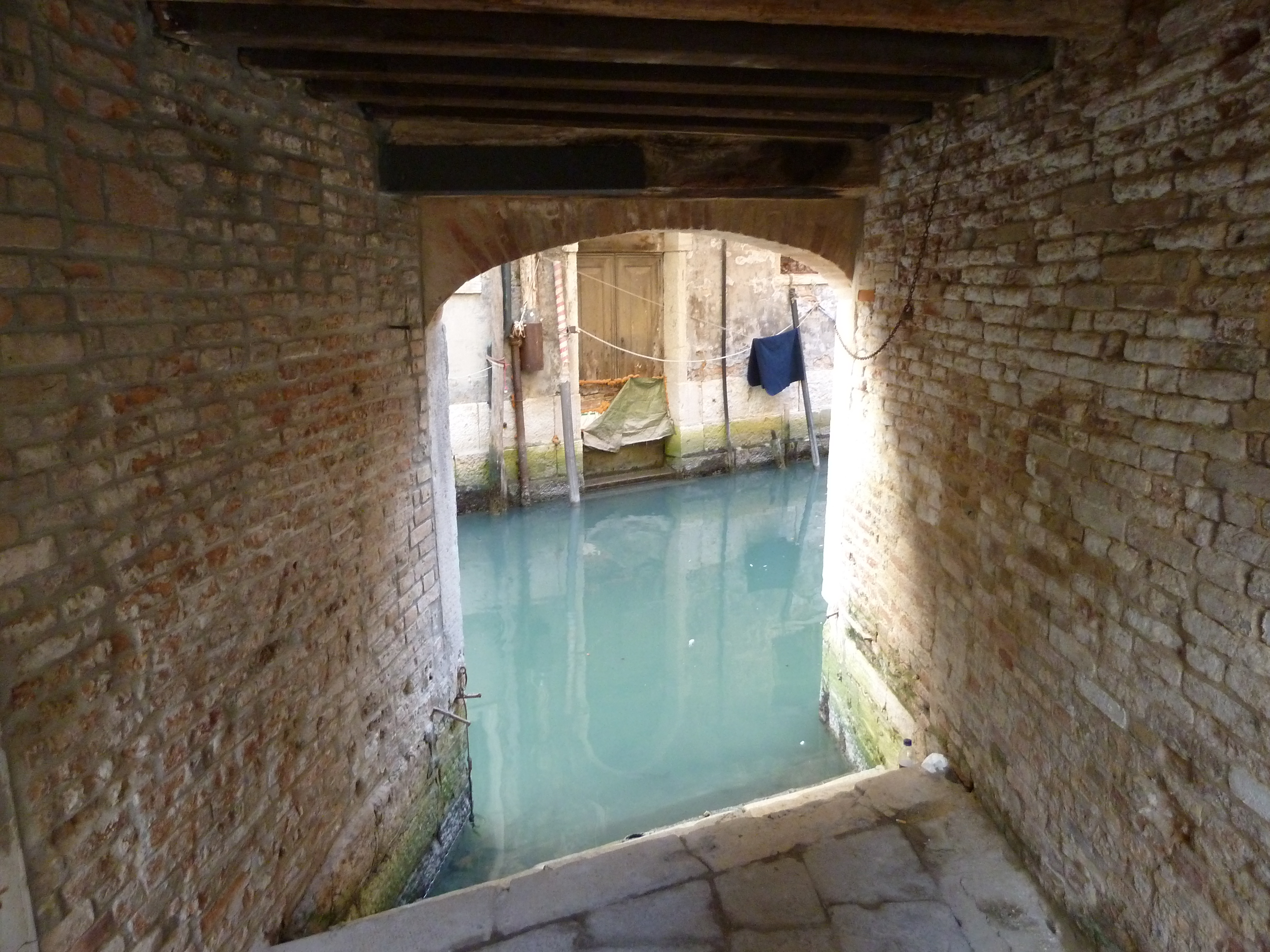
Sotopòrtego che sfocia su un rio

- il sotopòrtego che affianca il percorso di un rio, realizzando così un tratto di fondamenta coperta e consentendo una continuità della viabilità.I due sotopòrteghi lungo il percorso del rio de Ca' Widmann a Cannaregio

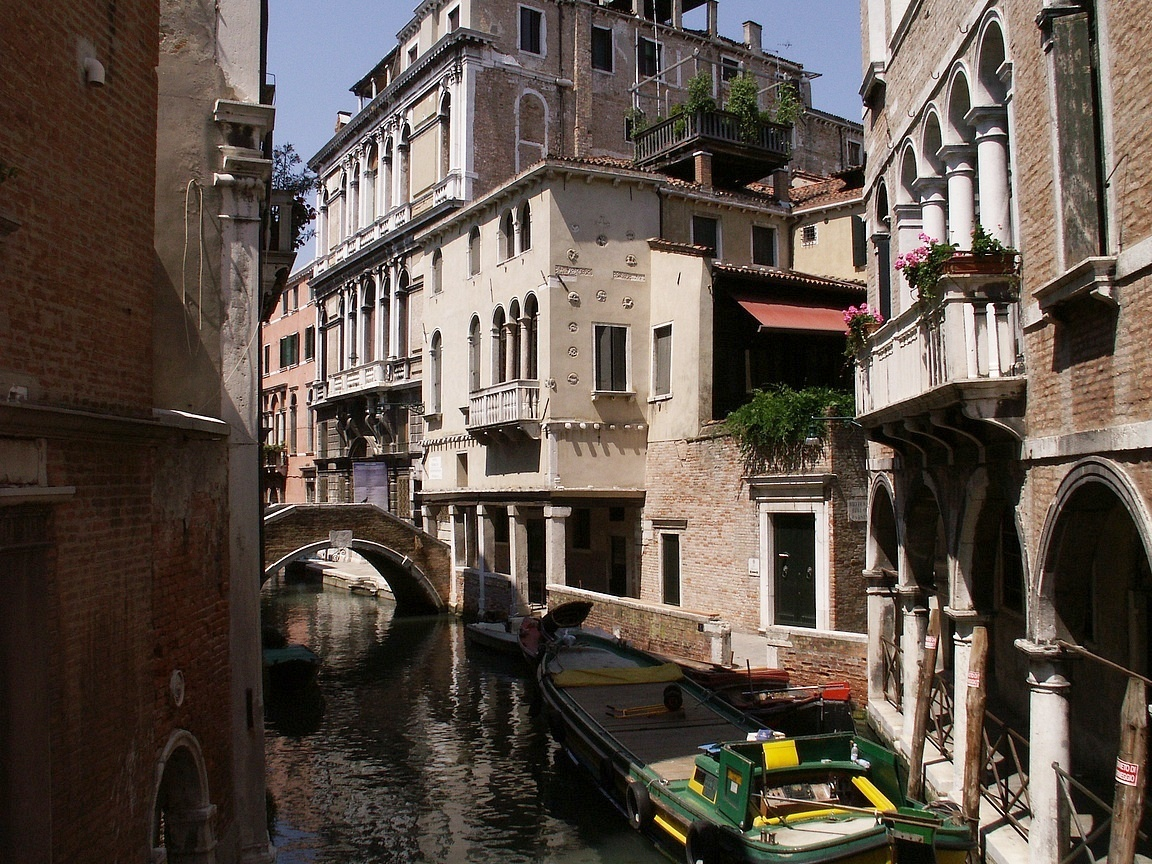
I due sotopòrteghi lungo il percorso del rio de Ca' Widmann a Cannaregio

La prima tipologia di sotopòrtego è di gran lunga quella più diffusa in città, visto che in molti casi si tratta di opere assolutamente necessarie per poter assicurare una viabilità o un accesso altrimenti impediti dalle costruzioni.
La seconda tipologia di sotopòrtego, che in realtà rappresenta un modo per realizzare rive coperte per il carico/scarico di merci e passeggeri al riparo dalle intemperie, è anch'esso relativamente diffuso in città.
L'ultima tipologia di sotopòrtego è quella meno diffusa ma anche quella architettonicamente più scenografica, dato che unisce in una singolare sintesi gli elementi acquatici, edilizi e di viabilità più peculiari di Venezia.